# Stimmate di san Francesco (Tiziano)
Le Stimmate di san Francesco è un dipinto a olio su tela (281x195 cm) di Tiziano, databile al 1525 circa e conservato nel Museo regionale Agostino Pepoli a Trapani. 

## Storia e descrizione
L'opera, già attribuita a Vincenzo da Pavia, venne assegnata a Tiziano da Roberto Longhi nel 1946, seguito poi dalla maggior parte della critica. Opera danneggiata nel tempo, dava l'impressione di scarsa qualità, ma il restauro del 1953-1954 ne ha rivelato l'autografia, per lo più oggi indiscussa. 
In un bosco ombroso, tra alberi angusti e bagliori crepuscolari del cielo, san Francesco riceve le stimmate da un'apparizione luminosa del crocifisso, vicino all'inseparabile Frate Leone. L'opera è di solito messa in relazione con il perduto Martirio di san Pietro da Verona, di cui rievoca le atmosfere. Il trattamento del colore ha fatto pensare anche a una datazione posteriore, agli anni trenta o anche agli anni cinquanta del Cinquecento.